# Sophia filipes
Sophia filipes là một loài ruồi trong họ Tachinidae.